# نجاة أنور
نجاة أنور (ولدت في 20 نوفمبر 1966 باسم ناجية البوكاري)، هي فاعلة جمعوية وحقوقية مغربية.

## حياتها

### العائلة والتعليم
ولدت ناجية البوكاري الدليمي في سيدي قاسم، في عائلة مكونة من 7 أطفال. وهي الطفلة الرابعة ولديها أخوان وأربع أخوات. منذ ولادتها، أطلقت عليها عائلتها اسم نجاة، وأصبح اسمها الأول الذي تستعمله. توفي والدها في سن الثامنة.
تابعت نجاة دراستها في مدرسة رقية بنت الرسول الابتدائية في سيدي قاسم. وبعدها في اعدادية المهدي بن تومرت ثم ثانوية منصور الذهبي، وحصلت على باكالوريا في الآداب قسم اللغة الإنجليزية في سيدي قاسم، وليسانس في القانون الإسلامي في جامعة فاس.

### البداية المهنية
فتحت شركة لبضائع الموضة في سن 25. استمرت 3 سنوات قبل الشروع في التداول العقاري.

### الأعمال التطورعية
في عام 2003، وبعد اغتصاب صبي يبلغ من العمر 3 سنوات، أصبحت نجاة أنور، التي أغضبها هذا العمل من الولع بالأطفال، مدركة لحجم هذا الطاعون. قررت، بعد بضعة أشهر، إنشاء منظمة ما تقيش ولدي.
كانت نجاة أنوار أول شخصية مغربية عامة تحطّم قانون الصمت وتتجرأ على الحديث عن ممارسة الجنس مع الأطفال والسياحة الجنسية للأطفال في المغرب. وابتداء من عام 2006، شرع القانون الذي ينص على شروط "السياحة الجنسية"، الولع الجنسي بالأطفال" و"الزواج القسري للقاصر"، وإدانات السياح الأوروبيين.
في عام 2011، عندما كشف لوك فيري عن ممارسات مشتهي الأطفال لوزير فرنسي سابق، قدمت نجاة أنور شكوى ضده في باريس ومراكش.
في سبتمبر 2012، تمت محاكمة رئيس سلسلة فنادق «باتريك فينيت للشرق» بتهمة الحض على الدعارة، لكنه فر من البلاد قبل الذهاب إلى المحاكمة. خلال هذه المحاكمة، طلبت نجاة أنور مذكرة توقيف دولية ضده. وفي يونيو 2017، أصدر «ماتقيش ولدي» أول دليل لرعاية ضحايا الاعتداء الجنسي على الأطفال. وفي الشهر نفسه، قالت نجاة أنور إن حالات الاعتداء الجنسي على الأطفال شائعة جداً بعد بث المسلسل التلفزيوني «سامحيني» الذي تم بثه في 2M.